# Patan (Gujarat)
Patan (Gujarati પાટણ, alter Name Anhilvara oder Anhilpur) ist eine historisch bedeutsame und in jüngster Zeit schnellwachsende indische Großstadt mit etwa 130.000 Einwohnern im Norden des Bundesstaats Gujarat.

## Lage
Patan liegt ca. 128 km (Fahrtstrecke) nordwestlich der Stadt Ahmedabad in einer Höhe von etwa 80 bis 85 m ü. d. M. Die Grenze zum Bundesstaat Rajasthan befindet sich etwa 40 km in nördlicher Richtung. Patan hat einen Kopfbahnhof an der Strecke Patan – Mehsana – Ahmedabad.

## Bevölkerung
Offizielle Bevölkerungsstatistiken werden erst seit 1991 geführt und veröffentlicht.
| Jahr      | 1991   | 2001    | 2011    |
| Einwohner | 96.112 | 112.219 | 125.497 |

Die Gujarati und Hindi sprechende Bevölkerung besteht zu etwa 80 % aus Hindus, 15 % Moslems sowie 5 % Jains, Christen, Sikhs, Parsen und anderen. Wie bei Volkszählungen in Indien üblich, ist der männliche Bevölkerungsanteil etwa 10 % höher als der weibliche.

## Wirtschaft
Traditionell spielt die Landwirtschaft und hier vor allem die Milchwirtschaft eine wichtige Rolle im gesamten Distrikt von Patan; die Dudhsagar Dairy ist der größte Milchproduzent Indiens. Die außerordentlich feinen und kostbaren Patoli-Saris werden in Patan gewebt.

## Geschichte
Patan wurde als Anhilvara oder Anhilpur angeblich im Jahr 746 von Vanraj Chavda, einem Herrscher der Chavda-Dynastie gegründet. Mulraja, der Adoptivsohn des letzten seiner Nachfahren, wurde im 10. Jahrhundert zum Begründer der von Patan aus regierenden Solanki-Dynastie, die im 11. und 12. Jahrhundert – trotz ersten Übergriffen islamischer Heere, die jedoch zum Teil abgewehrt werden konnten – ihre Blütezeit erlebte. Um das Jahr 1000 wird die Einwohnerzahl Patans auf ca. 100.000 geschätzt, womit sie zu den größten Städten der damaligen Welt gehörte. Kurz nach 1200 eroberte jedoch Qutb-ud-Din Aibak, der Begründer der Sklavendynastie und des Sultanats von Delhi das Solanki-Reich, dessen Hauptstadt im Jahr 1298 von Ala ud-Din Khalji komplett zerstört wurde. Diese entstand – von Mauern umgeben – in unmittelbarer Nachbarschaft neu und war in den Jahren 1304–1411 bis zur Verlegung der Hauptstadt nach Ahmedabad Sitz des Gouverneurs (subahdar) des Sultanats von Delhi.

## Sehenswürdigkeiten
- Hauptsehenswürdigkeit von Patan ist der Rani Ki Vav (‚Brunnen der Königin‘) genannte Stufenbrunnen aus der zweiten Hälfte des 11. Jahrhunderts, der über Jahrhunderte völlig verschlammt war und erst in den 1980er Jahren wieder ausgegraben wurde. Die mehrgeschossige Anlage gehört zu den schönsten und größten ihrer Art und ist reich mit Götterbildnissen vor allem von Vishnu und seinen Avataren (Varaha, Krishna, Rama und Kalki) sowie von Durga als ‚Töterin des Büffeldämons‘ (mahisasurmardini) geschmückt; darüber hinaus finden sich zahlreiche  abstrakt-vegetabilische Dekorreliefs. Seit dem Jahr 2014 ist das Bauwerk als UNESCO-Weltkulturerbe anerkannt.[4]

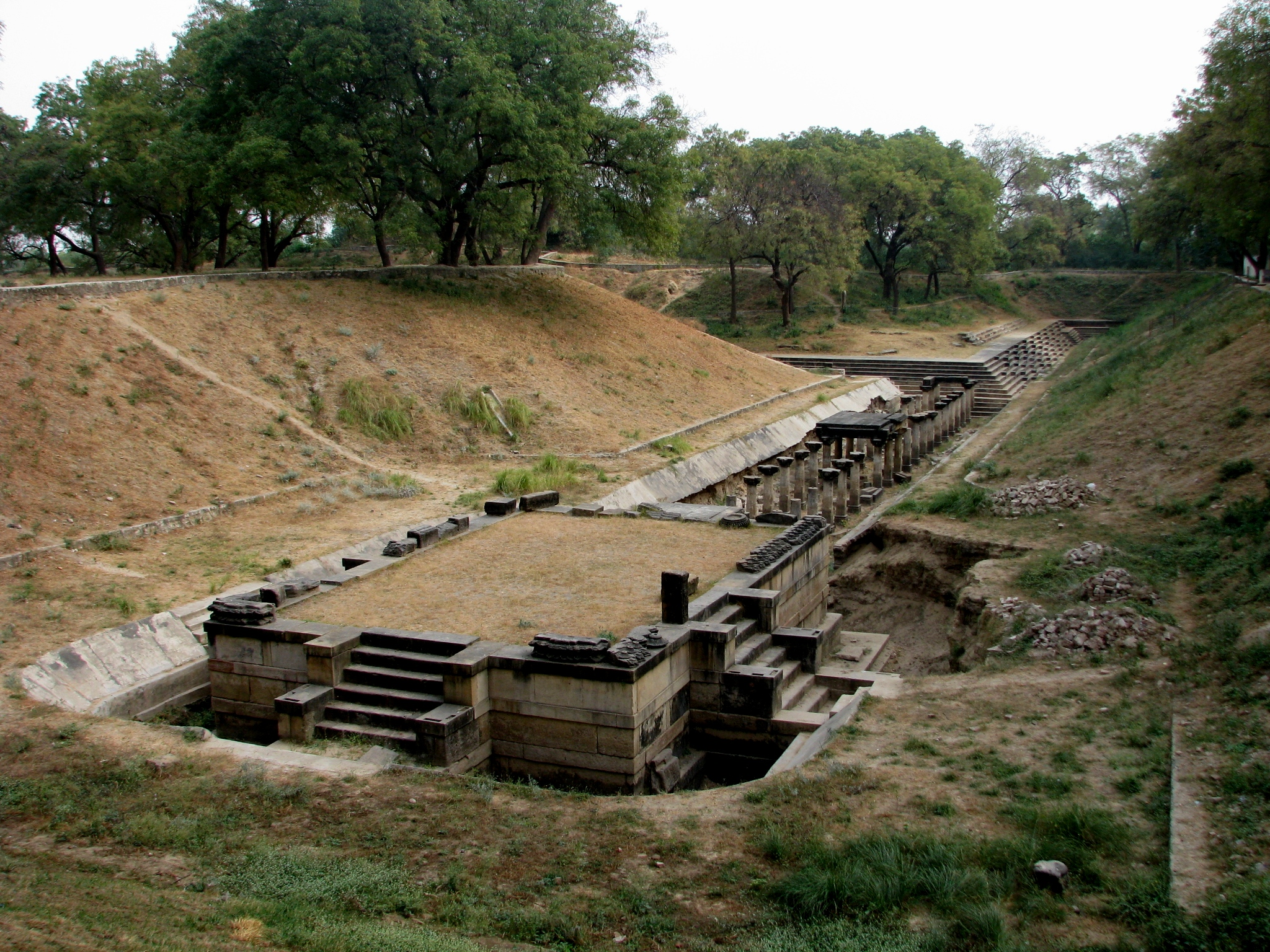
Sahastralinga Tank

- Der Sahastralinga Tank stammt aus der ersten Hälfte des 12. Jahrhunderts und diente ebenfalls als Wasserspeicher, der jedoch mit dem etwa 2 km nördlich der Stadt vorbeifließenden Saraswati-Fluss über einen Kanal verbunden war. An seinen Ufern stand eine Vielzahl von Shiva-Schreinen, von denen noch einige zu sehen sind.
- Reste der ehemaligen Stadtmauer aus dem 14./15. Jahrhundert sind noch in der Nähe des Rani ki vav zu sehen.
- Darüber hinaus finden sich im Stadtgebiet verteilt mehrere Hindu- und Jain-Tempel, die jedoch in architektonischer Hinsicht nicht von großer Bedeutung sind. Einer der Jain-Tempel verfügt über eine Art Pflegestation für Kleintiere aller Art.